# 新海能源
新海能源集團有限公司（港交所：0342） ，原稱新海緣色能源集團有限公司及新海國際有限公司，從高聲國際換取上市的，當時為1999年7月3日。主要業務經營及銷售華東、華北等上上游石油燃氣產品及電子業務，是在1999年成立。
目前主席為岑少雄，地址為香港灣仔灣仔道167-171號樂基中心15樓 1515室。
2011年7月，新海能源計劃發行臺灣存託憑證，計劃募集16.9億台幣，但因市況不佳而推遲發行計劃。

## 連結
- 新海能源集團有限公司 （页面存档备份，存于）